# Stepan Dmitrijewitsch Janowski
Stepan Dmitrijewitsch Janowski (russisch Степан Дмитриевич Яновский, englisch Stepan Dmitriyevich Yanovsky, auch: Ianovsky; * 1817; † 1897 in der Schweiz) war ein russischer Arzt. Er war der Arzt und ein enger Freund von Fjodor Dostojewski; die Korrespondenz der beiden Männer sowie die Memoiren, die Janowski niedergeschrieben hat, sind wichtige Dokumente für die Dostojewski-Forschung.

## Leben
Janowski hat an der Moskauer Akademie für Chirurgie studiert und diente danach als Arzt im Preobrazhensky-Regiment. Anschließend arbeitete er in Sankt Petersburg im Dienste der russischen Gesundheitsbehörde. Im Frühjahr 1846 litt Dostojewski an einer lokalen Entzündung oder STI und konsultierte Janowski Ende Mai auf Empfehlung seines Freundes Valerian N. Maikow. Die Behandlung dauerte bis Mitte Juli. Dostojewski sprach mit ihm auch über seine neurologischen Probleme: er litt an akustischen Halluzinationen und verlor häufig das Bewusstsein. Janowski bescheinigte ihm eine „nervliche Störung“, hielt diese Symptome aber nicht für Anzeichen von Epilepsie. Weil er mit der neurologischen Situation seines Patienten gut vertraut war, ist er für die Dostojewski-Forschung, die sich mit der Epilepsie des Autors und seiner Darstellung der Krankheit – u. a. in den Romanen Der Idiot, Erniedrigte und Beleidigte und Die Brüder Karamasow – eingehend beschäftigt hat, eine wichtige Gewährsperson. Janowski hatte Interesse an Literatur und war nicht nur Dostojewskis Arzt, sondern in den Jahren 1846 bis 1849 auch sein engster persönlicher Freund. Aus Büchern, die Janowski ihm lieh und über die sie miteinander sprachen, lernte Dostojewski vieles über Psychopathologie, das er später in seinen Romanen verarbeitete.
Als Dostojewski 1859 aus der Verbannung zurückkehrte, nahmen die beiden Männer ihren Kontakt sogleich wieder auf. Janowski hatte inzwischen die Schauspielerin Alexandra Iwanowna Schubert, geb. Kulikowa (1827–1909) geheiratet. Die Ehe war unglücklich. Alexandra vermisste ihren Beruf und zog darum ohne ihren Mann von Petersburg nach Moskau um. Dostojewski ergriff in diesen Konflikten Partei für Alexandra und stand ihr 1860 sehr nahe.
1871 ging Janowski in Ruhestand und lebte von 1877 bis zu seinem Tode in der Schweiz.

## Janowski im Film
In dem russischen Fernsehmehrteiler Dostojewski (2010) wird Janowski von dem Moskauer Schauspieler Dmitri Pewzow verkörpert.